# Inga laurina
Arbre à miel, Pois doux, Pois doux blanc
Espèce
Inga laurina, l’Arbre à miel, Pois doux ou Pois doux blanc, est une espèce de plantes à fleurs de la famille des Fabaceae. Son aire d'origine s'étend de l'ouest et du sud du Mexique à l'Amérique tropicale. C'est un arbre qui pousse principalement dans le biome tropical humide. Il est utilisé comme médicament et comme nourriture pour les invertébrés, il a des utilisations environnementales et sert de combustible et de nourriture.

## Répartition
L'espèce Inga laurina se rencontre du Mexique jusqu'au Sud de l'Argentine.

## Dénominations
Ce taxon porte en français les noms vernaculaires ou normalisés suivants : Arbre à miel,, Pois doux, Pois doux blanc,.
Au Brésil cette plante est appelée ingá-mirim (« petit haricot glacé ») en raison de ses gousses relativement petites,.

## Systématique
Le nom correct complet (avec auteur) de ce taxon est Inga laurina (Sw.) Willd..
L'espèce a été initialement classée dans le genre Mimosa sous le basionyme Mimosa laurina Sw..
Inga laurina a pour synonymes :
- Feuilleea fagifolia (L.) Kuntze
- Feuilleea laurina (Sw.) Kuntze
- Inga fagifolia f. genuina Hassl.
- Inga fagifolia var. belemnensis Ducke
- Inga fagifolia var. pedicellaris Benth.
- Inga fagifolia var. typica Hassl.
- Inga fagifolia (L.) Willd.
- Inga fagifolia (L.) Willd. ex Benth.
- Inga marginata Benth.
- Inga sinemariensis (Aubl.) G.Don
- Inga verrucosa C.Presl
- Mimosa coruscans Sieber
- Mimosa coruscans Sieber ex C.Presl
- Mimosa fagifolia Jacq.
- Mimosa fagifolia L.
- Mimosa laurina Sw.
- Mimosa sinemariensis Aubl.